# Parcul Rosenau

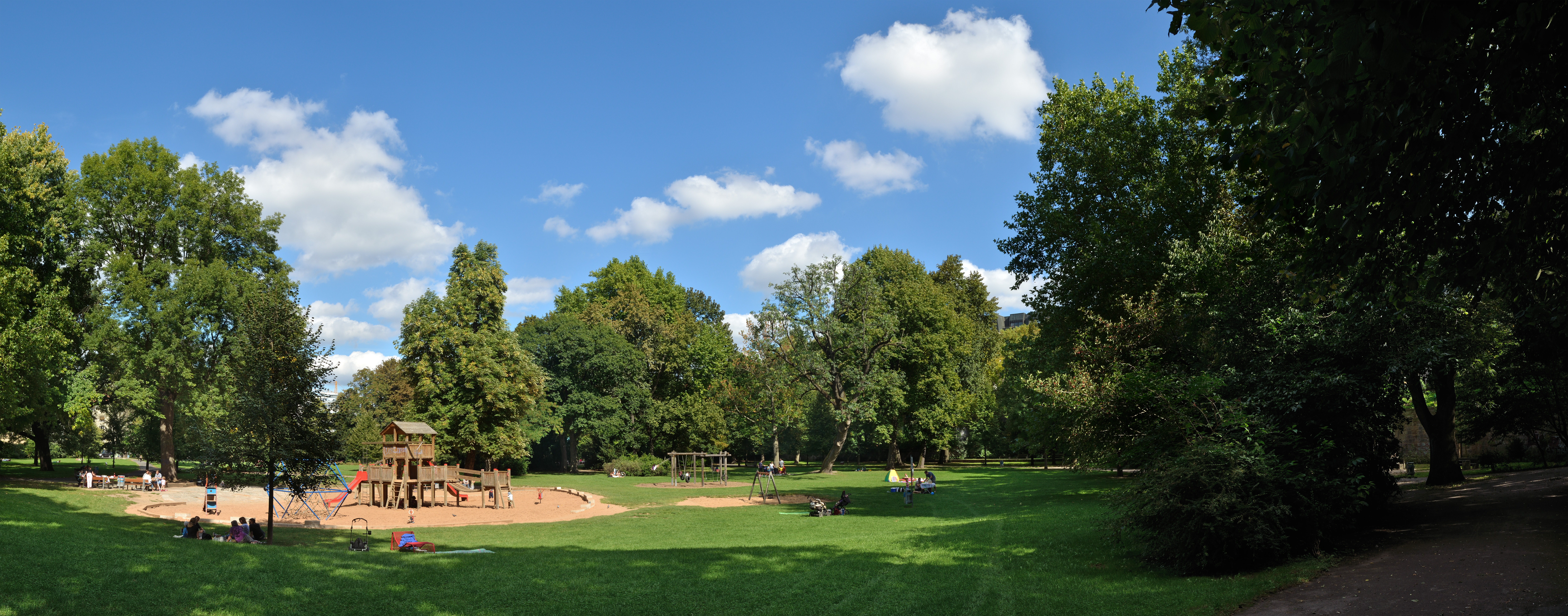
Parcul Rosenau

Parcul Rosenau sau Rosenaupark este un parc cu o suprafață de 3 hectare din orașul german Nürnberg. El se află în cartierul Kleinweidenmühle situat la vest de Fürther Tor, în fața zidurilor orașului vechi, într-o vale formată pe albia secată a râului Pegnitz.

## Istoric

### Începuturi

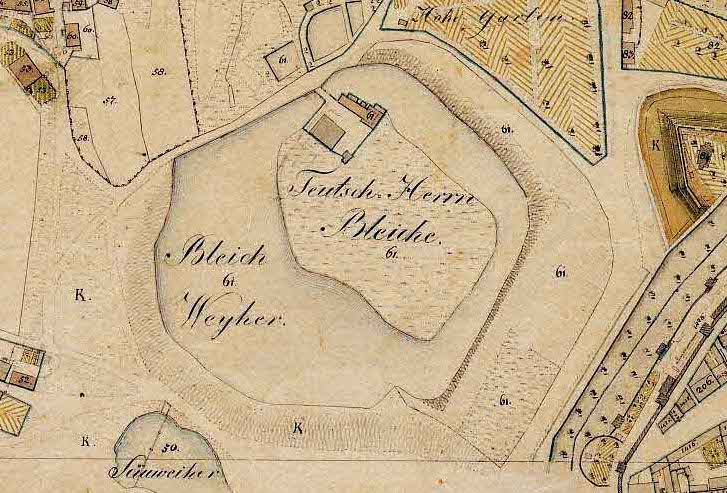
Deutschherrenbleiche pe un plan cadastral, 1811

Zona Rosenau poartă acest nume din anul 1828. Locul era cunoscut până atunci sub numele de Deutschherrenbleiche. Cavalerii Ordinului Teuton au avut aici în Evul Mediu un iaz cu o insulă și o clădire cu scop administrativ. Iazul a fost cunoscut sub numele de Bleichersweiher.
Prima amenajare a unei grădini pe teritoriul actualului domeniu Rosenau a fost realizată în 1815 de administratorul regal Friedrich Wilhelm Bock. Această grădină a fost vândută de văduva lui în 1827 către Johann David Wiß, care a extins grădina și a deschis-o pentru public. Se presupune că numele Rosenau a fost inspirat de Rosina Alexandrina, numele purtat de soția lui J. D. Wiß. Cunoscutul arhitect Carl Alexander Heideloff a construit pentru Wiß în 1840 pe domeniul Rosenau o clădire magnifică denumită Alhambra. Ea a devenit prima gară din Nürnberg. Gradina funcționa ca parc de distracții cu prilejul anumitor sărbători.
Parcul a trecut în 1884, după ce a fost timp de mai bine de 50 de ani o destinație populară a locuitorilor orașului Nürnberg, în administrarea companiei Rosenau-Anlagen-Gesellschaft. Planurile de reamenajare a parcului Rosenau au fost realizate de grădinarul Adolf Kowallek din Nürnberg. Compania a devenit neprofitabilă și a trebuit să fie vândută în 1893 către administrația orașului Nürnberg, care a extins potecile de promenadă și a înzestrat-o cu un sistem de iluminat electric. Parcul a devenit de atunci o zonă verde publică. Multe cărți poștale din perioada imperială și până la cel de-al Doilea Război Mondial depun mărturie pentru faptul că parcul Rosenau cu iazul și mica sa insulă era la fel de popular ca parcul orășenesc Nürnberg.
Dezvoltarea tot mai mare a zonei a determinat scăderea rapidă a debitului apei care se scurgea în iaz în secolul al XIX-lea. După 1945 suprafața iazului s-a redus tot mai mult, iar astăzi aici se află o pajiște cu un loc de joacă pentru copii.

### Astăzi

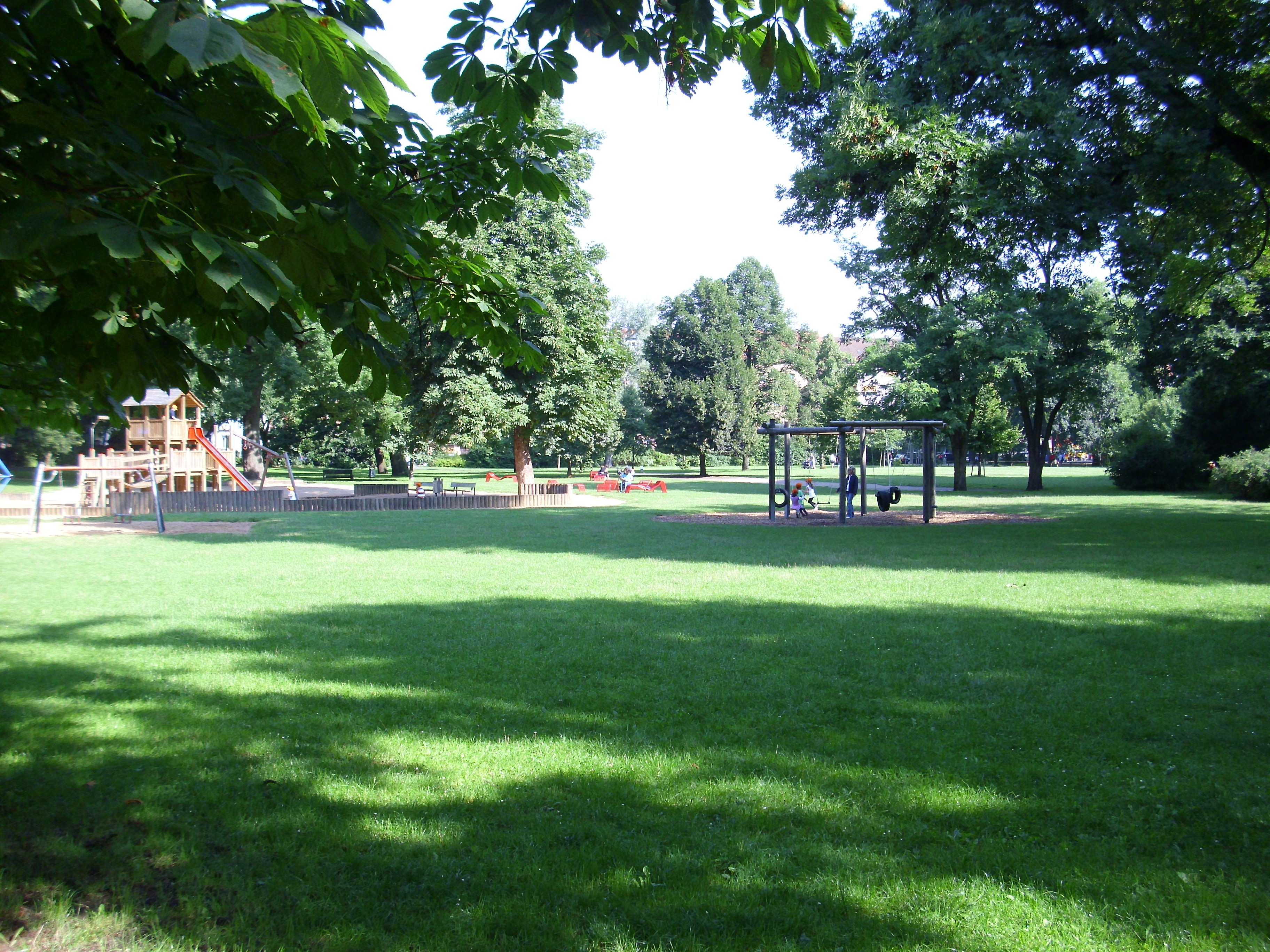
Loc de joacă pentru copii în Parcul Rosenau (august 2010)

Parcul Rosenau este alcătuit astăzi din pajiști întinse și pâlcuri de copaci bătrâni.